# شیوع متاپنوموویروس انسانی در شمال شرق آسیا (۲۰۲۴)
شیوع متاپنوموویروس انسانی (HMPV یا hMPV) در اواخر سال ۲۰۲۴ آغاز شد. زمانی که مرکز کنترل و پیشگیری از بیماری‌های چین داده‌هایی را منتشر کرد که نشان می‌داد عفونت‌های تنفسی متاپنوموویروس انسانی ۱۶ تا ۲۲ دسامبر به‌طور قابل توجهی افزایش یافته است و مورد توجّه عموم قرار گرفت. از سال ۲۰۰۶، متاپنوموویروس انسانی شیوع جهانی داشت.

## اپیدمیولوژی

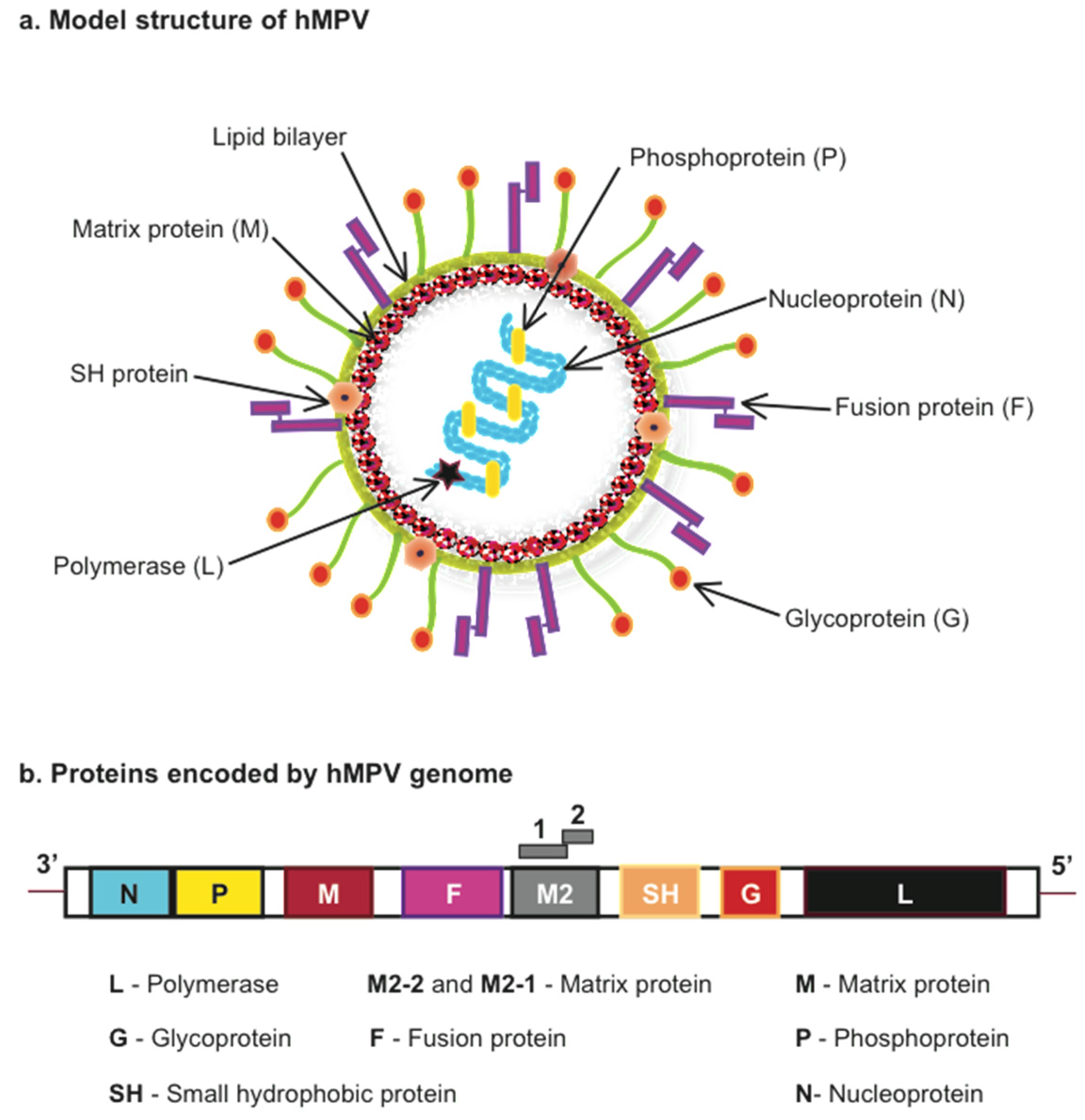
ساختار مدل و پروتئین‌های کدگذاری شده متاپنوموویروس انسانی (HMPV)

در اواخر سال ۲۰۲۴، متاپنوموویروس انسانی با ۶٫۲ درصد از تست‌های مثبت و ۵٫۴ درصد از بستری شدن در بیمارستان در چین شیوع پیدا کرد که بیشتر از کوید ۱۹، راینوویروس یا آدنوویریده بود. موارد ابتلا در هنگ کنگ با نرخ رشد کمتر از چین گزارش شد. هند اولین موارد HMPV خود را در بنگلور در ۶ ژانویهٔ ۲۰۲۵ تأیید کرد. یک پسر ۸ ماهه و یک دختر ۳ ماهه پس از تجربهٔ علائم تنفسی تشخیص داده شدند. در قزاقستان ۳۰ مورد گزارش شده‌است، اما تعداد موارد HMPV هنوز به مراتب کمتر از راینوویروس، آدنوویریده یا کرونا است.
کان بیائو، رئیس مرکز کنترل و پیشگیری از بیماری‌های چین (CCDC)، اعلام کرد که میزان HMPV در میان کودکان زیر ۱۴ سال در چین در اواخر سال ۲۰۲۴ در حال افزایش است. مقامات بهداشتی چین بیان کردند که این افزایش با روندهای فصلی مطابقت دارد و مقامات تایوان و هند اعلام کردند که افراد بسیار جوان، مسن و نقص ایمنی بیشتر در خطر ابتلا هستند.
موارد ابتلا در مالزی با از ۲۲۵ مورد در سال ۲۰۲۳ به ۳۲۷ مورد در سال ۲۰۲۴ رسید که نشان‌دهنده شیوع این بیماری در مالزی بود. وزارت بهداشت مالزی از مردم خواسته است که مراقب باشند و در صورت ابتلا از ماسک استفاده کنند و راه‌های دیگری را برای جلوگیری از سرایت در پیش بگیرند. مواردی از ویروس اچ‌ام‌پی‌وی در کشورهای غربی، مانند ایتالیا و اوکراین نیز گزارش شده‌است.

## بیماری

### علائم و نشانه‌ها
علائم اچ‌ام‌پی‌وی اغلب شبیه علائم سرماخوردگی است؛ از جمله: سرفه، تب، آبریزش یا گرفتگی بینی، گلودرد، خس‌خس سینه، تنگی نفس و راش.

### انتقال
هیچ مطالعهٔ قطعی روش واقعی انتقال را ثابت نکرده ‌‌است، احتمالاً انتقال بیماری از طریق تماس با ترشحات آلوده، از طریق قطرات، هواپخش یا ناقل فومایت است.

### علت
اچ‌ام‌پی‌وی متعلق به زیرخانوادهٔ پنوموویریده (جنس متاپنوموویروس) است. این یک ویروس آران‌ای تک‌رشته‌ای با سوی منفی است. برخی از مطالعات قبلی نشان دادند که تنوع ژنوتیپی اچ‌ام‌پی‌وی ممکن است بر شدت بیماری و بیماری‌زایی تأثیر بگذارد، درحالی‌که مطالعات دیگر هیچ ارتباطی بین تنوع ژنتیکی اچ‌ام‌پی‌وی و شدت بیماری یا تظاهرات بالینی پیدا نکردند.

### پیشگیری
مدرنا، کارآزمایی بالینی را برای واکسن کاندید modRNA علیهٔ متاپنوموویروس انجام داده‌است. اکتبر ۲۰۱۹، این واکسن از مراحل کارآزمایی بالینی عبور کرد.

### درمان
اچ‌ام‌پی‌وی داروی ضد ویروسی خاصی ندارد. در درجه اول برای درمان، مدیریت علائم و پیشگیری از عوارض است. استراحت و هیدراتاسیون، داروهای بدون نسخه برای کنترل بدن درد و تب برای شرایط خفیف توصیه می‌شود، درحالی‌که برخی موارد ممکن است نیاز به اکسیژن‌درمانی و بستری شدن در بیمارستان داشته باشند. در موارد شدید اچ‌ام‌پی‌وی مانند افرادی که دارای کمبود ایمنی هستند با ریباویرین و ایمونوگلوبولین وریدی درمان می‌شوند.

### پیش آگهی و عوامل خطر
اکثر افراد در عرض ۷ تا ۱۰ روز بدون هیچ عارضه‌ای بهبود می‌یابند. با این حال، گروه‌های خاصی با خطر بالاتری از عوارض شدید روبرو هستند:
- سینه‌پهلو: اچ‌ام‌پی‌وی می‌تواند باعث سینه‌پهلوی ویروسی شود که در موارد شدید نیاز به بستری شدن در بیمارستان و مراقبت‌های ویژه دارد.
- التهاب نایژک: نوزادان و کودکان خردسال اغلب دچار التهاب و انسداد راه‌های هوایی می‌شوند که منجر مشکل در تنفس و خس‌خس سینه می شود.
- تشدید شرایط مزمن: اچ‌ام‌پی‌وی می‌تواند شرایط تنفسی موجود مانند آسم یا بیماری مزمن انسدادی ریه (COPD) را بدتر کند.
- عفونت‌های باکتریایی ثانویه: این عفونت‌ها، مانند ذات‌الریه باکتریایی، ممکن است به عنوان عوارض ناشی از ضعف سیستم ایمنی ایجاد شوند.
- عوارض بارداری: مشکلات تنفسی ناشی از اچ‌ام‌پی‌وی در دوران بارداری می‌تواند منجر به خطراتی برای سلامت مادر و جنین شود.[۲۴]

### تشخیص
روش واکنش‌های زنجیره‌ای پلیمراز بی‌درنگ (RT-qPCR) به دلیل حساسیت، توانایی ارائه نتایج سریع (۱ تا ۳ ساعت) و توانایی کمی‌سازی بار ویروسی که می‌تواند شدت را ارزیابی کند، به طور گسترده در تشخیص اچ‌ام‌پی‌وی بالینی استفاده می‌شود. بنابراین به عنوان رویکرد تشخیصی استاندارد طلایی در نظر گرفته می‌شود. این روش با تعیین کمیت بار ویروسی اچ‌ام‌پی‌وی کار می‌کند تا پس از رسیدن به آستانه، وجود آن را تأیید کند.
روش‌های واکنش زنجیره‌ای پلیمراز رونویسی معکوس (RT-PCR) به طور گسترده برای تشخیص مولکولی ویروسی از جمله اچ‌ام‌پی‌وی استفاده شده‌اند. با بررسی دی‌ان‌ای مکمل اختصاصی اچ‌ام‌پی‌وی، که در طی فرآیند واکنش زنجیره‌ای پلیمراز تقویت می‌شود، کار می‌کند. همچنین به طور گسترده برای انجام تحقیقات اپیدمیولوژیک اچ‌ام‌پی‌وی استفاده شده است. سنجش‌های RT-PCR برای تشخیص پاتوژن حساسیت کمتری را در مقایسه با روش‌های RT-qPCR نشان می‌دهند که به ابزارهای پیچیده نیاز دارند. بنابراین، روش‌های RT-PCR در سال‌های اخیر کمتر برای تشخیص بالینی اچ‌ام‌پی‌وی استفاده شده‌است.
تکثیر هم‌دمای متصل به حلقه (LAMP) یکی از پرکاربردترین فرایند هم‌دما در تشخیص پاتوژن است. این روش، چرخهٔ حرارتی موجود در واکنش زنجیره‌ای پلیمراز را که به تجهیزات پیچیده نیاز دارد، حذف می‌کند. نتایج تشخیص روش LAMP با چشم غیر مسلح قابل مشاهده و قضاوت است. اما در مقایسه با تست‌های مبتنی بر PCR، هزینه LAMP بالاتر است.
جداسازی ویروس از نمونه‌های بالینی به عنوان یک استاندارد طلایی برای تشخیص پاتوژن در نظر گرفته می‌شود که گام اولیهٔ برای توسعه واکسن‌ها و بررسی پاتوژنز ویروسی است. با این حال، هزینه بالا و زمان بر و میزان انزوا پایین است و به ابزار پیچیده و کارگران آموزش دیده نیاز دارد.

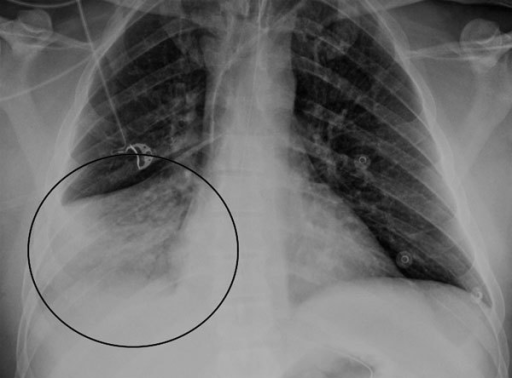
عکسبرداری با رادیوگرافی قفسه سینه از یک مرد ۴۷ ساله مبتلا به متاپنوموویروس انسانی

رادیوگرافی قفسه سینه یا برونکوسکوپی نیز برای بررسی تغییرات سینه‌پهلو در راه‌های هوایی ریه‌ها استفاده می‌شود.

## واکنش‌ها
سازمان جهانی بهداشت بر اساس شرایط فعلی، محدودیت‌های سفر یا تجارت را توصیه نکرده‌است.

### هند
وزیر بهداشت اتحادیه هند از ۷ ژانویه خاطرنشان کرد که هیچ دلیلی برای نگرانی عمومی از اچ‌ام‌پی‌وی وجود ندارد. وی به ایالت‌ها توصیه کرد نظارت بر بیماری شبه‌آنفولانزا عفونت‌های تنفسی حاد شدید را تقویت و بازنگری کنند و اطلاعات، آموزش و آگاهی مردم را در مورد پیشگیری از انتقال ویروس با اقدامات ساده افزایش دهند. مانند شستن مرتب دست‌ها با آب و صابون. وی بار دیگر تأکید کرد که افزایش بیماری‌های تنفسی معمولا در ماه‌های زمستان مشاهده می‌شود. او همچنین اظهار داشت که هند برای هرگونه افزایش احتمالی موارد بیماری تنفسی به خوبی آماده است.

### پاکستان
در پاکستان، موسسهٔ ملی بهداشت اعلام کرد که اچ‌ام‌پی‌وی از سال ۲۰۰۱ با ۲۱ مورد در پاکستان گزارش شده‌است. موسسهٔ علوم پزشکی پاکستان (PIMS) و تشکیل جلسهٔ مرکز فرماندهی و عملیات ملی پاکستان (NCOC) در اوایل ژانویهٔ ۲۰۲۵، از نزدیک وضعیت چین را زیر نظر داشتند.